# Sparta Prague HC
Ne doit pas être confondu avec DHC Slavia Prague.
Le Sparta Prague HC (Sparta Praha HC) est un club tchèque de handball féminin basé à Prague.

## Palmarès
Compétitions internationales
- Coupe des clubs champions (C1) (1) :
  - Vainqueur : 1962

Compétitions nationales
- Championnat de Tchécoslovaquie[2](8) : 1950, 1953, 1954, 1955, 1958, 1959, 1961, 1962